# Накано Йошіхіро
Йошіхіро Накано (яп. 中野 嘉大, нар. 24 лютого 1993, Акуне) — японський футболіст, півзахисник клубу «Консадолє Саппоро».
Виступав, зокрема, за клуб «Кавасакі Фронталє».

## Клубна кар'єра
Народився 24 лютого 1993 року в місті Акуне. Вихованець футбольної команди Tsukuba University.
У дорослому футболі дебютував 2015 року виступами за команду клубу «Кавасакі Фронталє», в якій провів два сезони, взявши участь у 25 матчах чемпіонату. 
Згодом з 2017 по 2018 рік грав у складі команд клубів «Вегалта Сендай» та «Вегалта Сендай».
До складу клубу «Консадолє Саппоро» приєднався 2019 року. Станом на 13 квітня 2019 року відіграв за команду із Саппоро 4 матчі в національному чемпіонаті.